# Kennedy-De Bolletunnel
De Kennedy-De Bolletunnel is een korte tunnel in Oostende. Ze verbindt het Kennedyrondpunt met De Bolle, het kruispunt van de N9 en de N34. Op die manier wordt de R31 vervolledigd.
De tunnel ligt onder de spoorlijn 50A.
De verbinding "Kennedy-De Bolle" is geopend sinds 2002.